# ギャリー・ギレスピー
ギャリー・ガレスピー（Gary Thompson Gillespie、 1960年7月5日 - ）は、スコットランド、スターリング出身の元サッカー選手、元スコットランド代表。ゲイリー・ガレスピー、ガリー・ガレスピーまたギレスピーと表記されることもある。主にはセンターバックとしてプレーしたが、守備的MFとしてプレーすることもあった。

## 経歴
1983-84シーズン、アーセナルの獲得に乗り出していたが、リヴァプールに加入、1990-91シーズンまで在籍した。リヴァプールでは通算214試合出場16ゴールの成績を残した。引退後はリヴァプールFCの公式チャンネル、LFCTVの解説者を定期的に務めている。
スコットランド代表としては、通算13試合に出場、1990年のワールドカップイタリア大会においてグループリーグのブラジル戦に出場した。

## タイトル

### クラブ
リヴァプールFC
- UEFAチャンピオンズカップ 1983-84
- ファーストディヴィジョン  : 1985-86, 1987-88, 1989-90
- FAカップ  : 1985-86, 1988-89
- FAチャリティ・シールド : 1986